# Quintana del Marco
Quintana del Marco – gmina w Hiszpanii, w prowincji León, w Kastylii i León, o powierzchni 23,38 km². W 2011 roku gmina liczyła 450 mieszkańców.